# Anabarhynchus embersoni
Anabarhynchus embersoni är en tvåvingeart som beskrevs av Lyneborg 1992. Anabarhynchus embersoni ingår i släktet Anabarhynchus och familjen stilettflugor. Inga underarter finns listade i Catalogue of Life.